# Mortes em fevereiro de 2015
Mortes em 2015: ← Janeiro – Fevereiro – Março – Abril – Maio – Junho – Julho – Agosto – Setembro – Outubro – Novembro – Dezembro →
Esta é uma relação de pessoas notáveis que morreram durante o mês de fevereiro de 2015, listando nome, nacionalidade, ocupação e ano de nascimento.

Odete Lara, atriz, cantora e escritora brasileira.

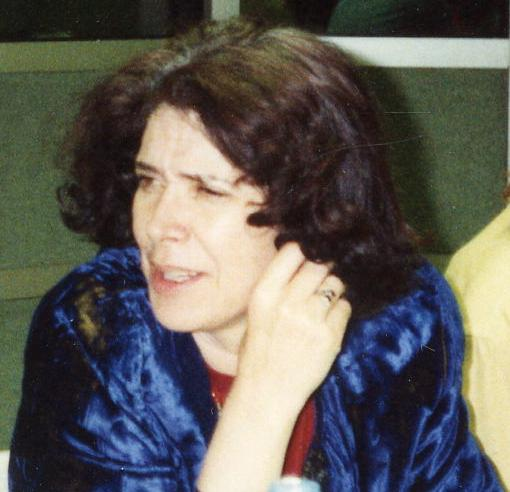
Assia Djebar, escritora argelina.

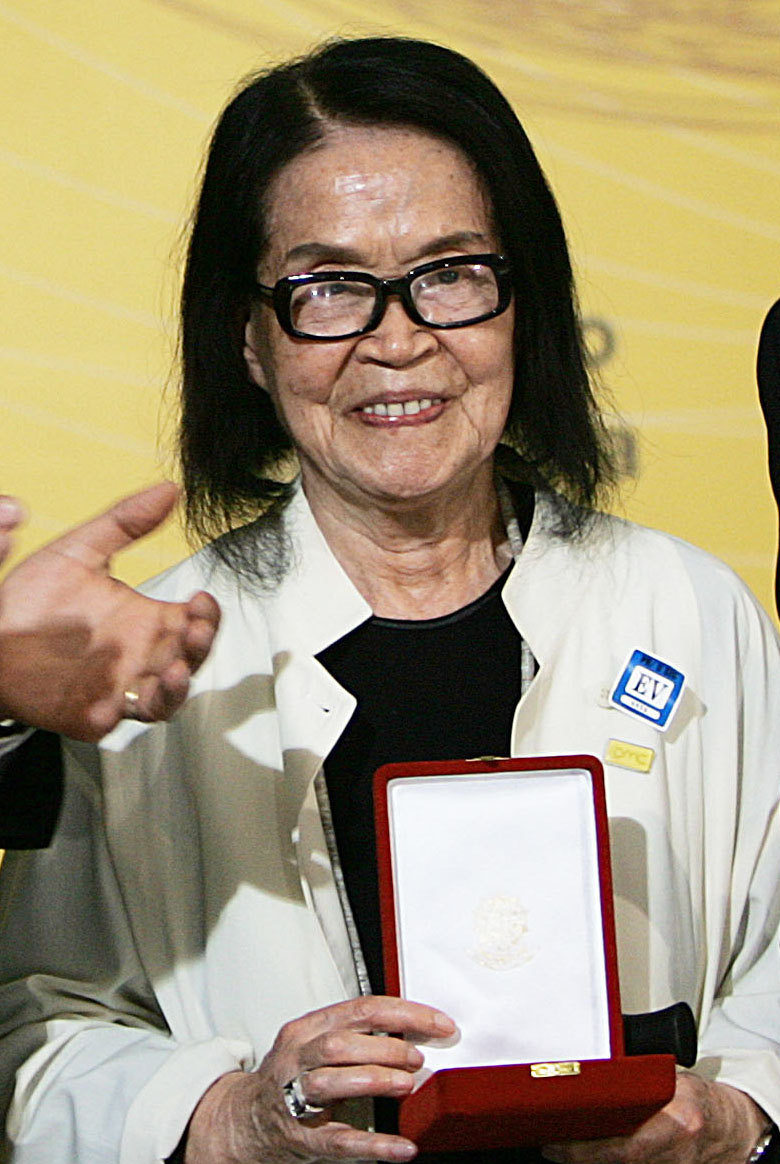
Tomie Ohtake, artista plástica nipo-brasileira.

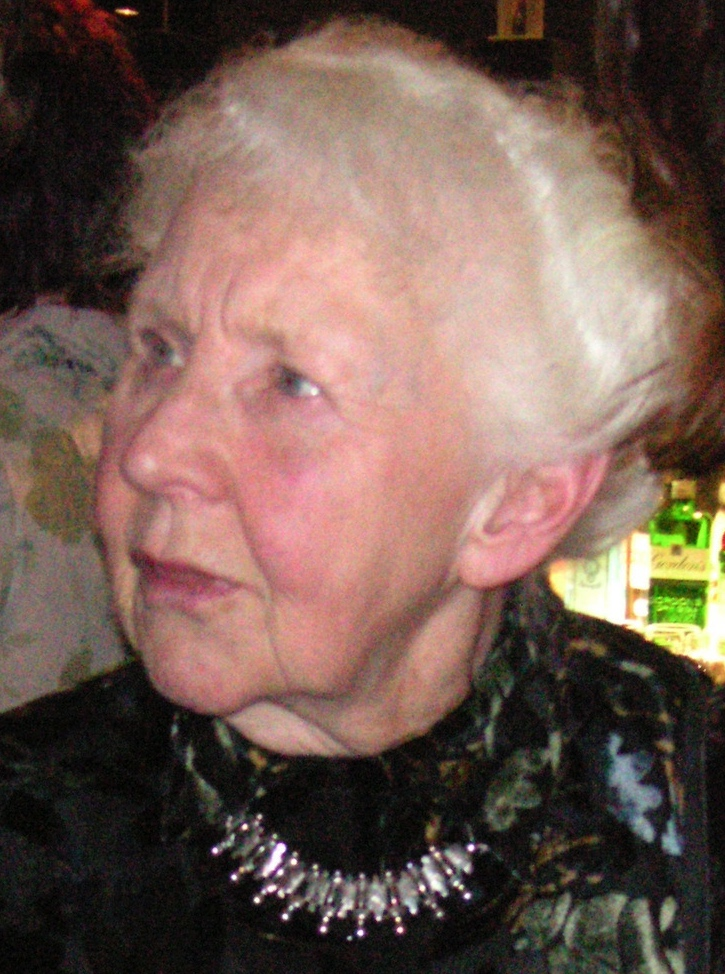
Eileen Essell, atriz britânica.

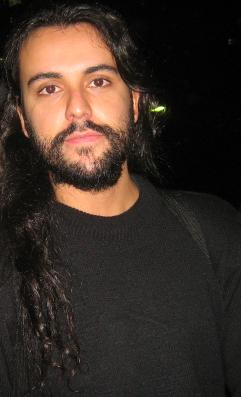
Renato Rocha, baixista brasileiro.

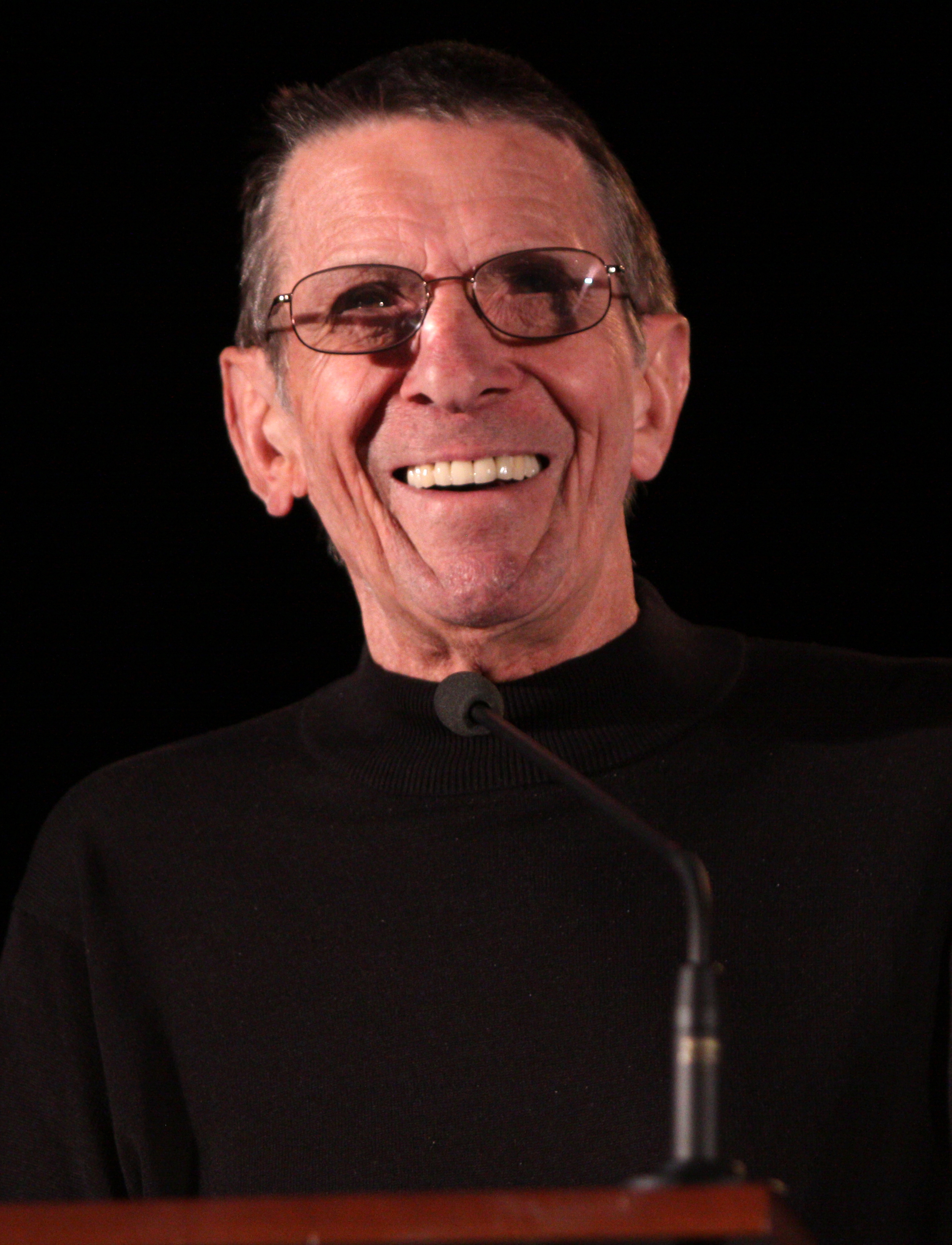
Leonard Nimoy, ator estadunidense.

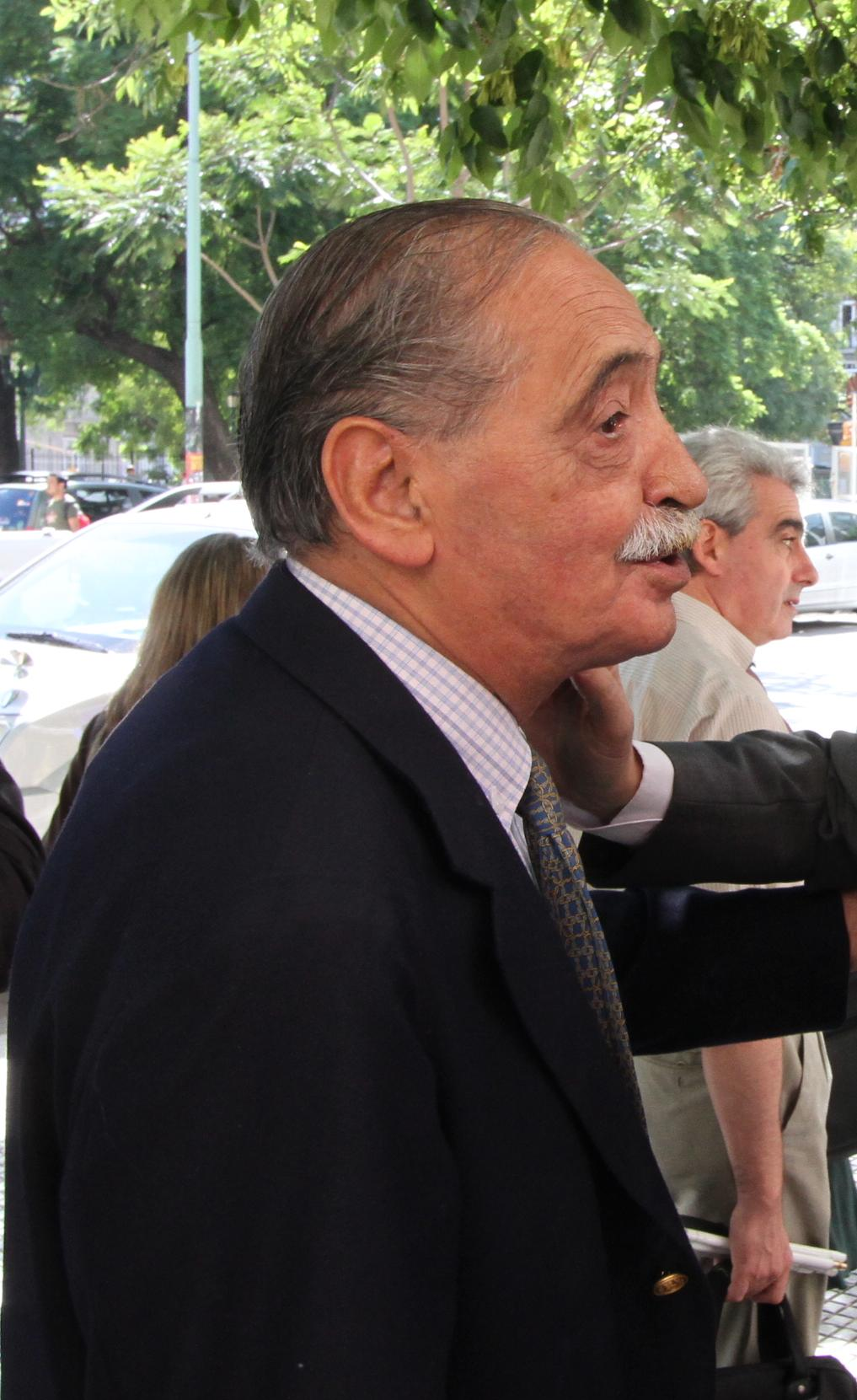
Julio César Strassera, advogado argentino.

| Dia | Nome                           | Profissão ou motivo de reconhecimento | País de nascimento   | Ano de nasc. | Ref           |
| --- | ------------------------------ | ------------------------------------- | -------------------- | ------------ | ------------- |
| 1   | José Eduardo de Andrade Vieira | Banqueiro e político                  | Brasil               | 1938         | [ 1 ]         |
| 1   | Aldo Ciccolini                 | Pianista                              | Itália/ França       | 1925         | [ 2 ]         |
| 1   | Udo Lattek                     | Treinador de futebol                  | Alemanha             | 1935         | [ 3 ]         |
| 2   | Dalmo Gaspar                   | Futebolista                           | Brasil               | 1932         | [ 4 ]         |
| 2   | Karl-Erik Palmér               | Futebolista                           | Suécia               | 1929         | [ 5 ]         |
| 2   | Homero Ferreira                | Compositor                            | Brasil               | 1929         | [ 6 ]         |
| 3   | Frank Borghi                   | Futebolista                           | Estados Unidos       | 1925         | [ 7 ]         |
| 4   | Odete Lara                     | Atriz                                 | Brasil               | 1929         | [ 8 ]         |
| 4   | Ade Capone                     | Cartunista                            | Itália               | 1958         | [ 9 ]         |
| 5   | Henri Coppens                  | Futebolista                           | Bélgica              | 1930         | [ 10 ]        |
| 5   | Val Logsdon Fitch              | Físico                                | Estados Unidos       | 1923         | [ 11 ]        |
| 5   | Elmer Matthews                 | Advogado e político                   | Estados Unidos       | 1927         | [ 12 ]        |
| 6   | Assia Djebar                   | Escritora e cineasta                  | Argélia              | 1936         | [ 13 ]        |
| 8   | Mário Vázquez Raña             | Empresário e administrador esportivo  | México               | 1932         | [ 14 ]        |
| 10  | Karl Becker                    | Cardeal e teólogo                     | Alemanha             | 1928         | [ 15 ]        |
| 12  | Tomie Ohtake                   | Artista plástica                      | Japão/ Brasil        | 1913         | [ 16 ]        |
| 12  | Nik Abdul Aziz Nik Mat         | Político                              | Malásia              | 1931         | [ 17 ]        |
| 13  | Carlos Urbim                   | Jornalista e escritor                 | Brasil               | 1948         | [ 18 ]        |
| 14  | Michele Ferrero                | Empresário                            | Itália               | 1925         | [ 19 ]        |
| 14  | Franjo Mihalić                 | Velocista                             | Croácia              | 1920         | [ 20 ]        |
| 14  | Louis Jourdan                  | Ator                                  | França               | 1921         | [ 21 ]        |
| 15  | Eileen Essell                  | Atriz                                 | Reino Unido          | 1922         | [ 22 ]        |
| 15  | Luísa Dacosta                  | Escritora                             | Portugal             | 1927         | [ 23 ]        |
| 15  | Zé do Rancho                   | Cantor e compositor                   | Brasil               | 1927         | [ 24 ] [ 25 ] |
| 15  | Fausto Castilho                | Filósofo e professor                  | Brasil               | 1929         | [ 26 ]        |
| 16  | Djonga                         | Futebolista                           | Brasil               | 1956         | [ 27 ]        |
| 17  | Alexandre Pandóssio            | Futebolista e treinador               | Brasil               | 1962         | [ 28 ]        |
| 18  | Claude Criquielion             | Ciclista                              | Bélgica              | 1957         | [ 29 ]        |
| 18  | Jerome Kersey                  | Jogador de basquete                   | Estados Unidos       | 1962         | [ 30 ]        |
| 19  | Ivan Davidov                   | Futebolista                           | Bulgária             | 1943         | [ 31 ]        |
| 19  | Frank Ramírez                  | Ator e diretor                        | Colômbia             | 1950         | [ 32 ]        |
| 20  | Ibrahim Biogradlić             | Futebolista e treinador               | Bósnia e Herzegovina | 1931         | [ 33 ]        |
| 20  | António Sousa Gomes            | Político                              | Portugal             | 1936         | [ 34 ]        |
| 21  | David Martins Miranda          | Religioso                             | Brasil               | 1935         | [ 35 ]        |
| 21  | Helder Baptista                | Professor e escultor                  | Portugal             | 1932         | [ 36 ]        |
| 22  | Renato Rocha                   | Baixista                              | Brasil               | 1961         | [ 37 ] [ 38 ] |
| 24  | Maria Zamora                   | Atriz                                 | Portugal             | 1973         | [ 39 ]        |
| 24  | Gérard Ducarouge               | Engenheiro automobilístico e designer | França               | 1941         | [ 40 ]        |
| 25  | Zezéu Ribeiro                  | Político e conselheiro do TCE-BA      | Brasil               | 1949         | [ 41 ]        |
| 26  | Prisco Viana                   | Político e jornalista                 | Brasil               | 1932         | [ 42 ]        |
| 26  | Fritz Raddatz                  | Folhetinista e escritor               | Alemanha             | 1931         | [ 43 ]        |
| 26  | Romano Nunes                   | Violonista e compositor               | Brasil               | 1950         | [ 44 ]        |
| 27  | Leonard Nimoy                  | Ator e diretor                        | Estados Unidos       | 1931         | [ 45 ]        |
| 27  | Boris Nemtsov                  | Político                              | Rússia               | 1959         | [ 46 ]        |
| 27  | Fernando Alvim                 | Músico                                | Portugal             | 1934         | [ 47 ]        |
| 27  | Julio César Strassera          | Advogado                              | Argentina            | 1933         | [ 48 ]        |
| 28  | Yaşar Kemal                    | Escritor                              | Turquia              | 1923         | [ 49 ]        |
| 28  | Tuna Espinheira                | Cineasta                              | Brasil               | 1943         | [ 50 ]        |